# Parque Mayer

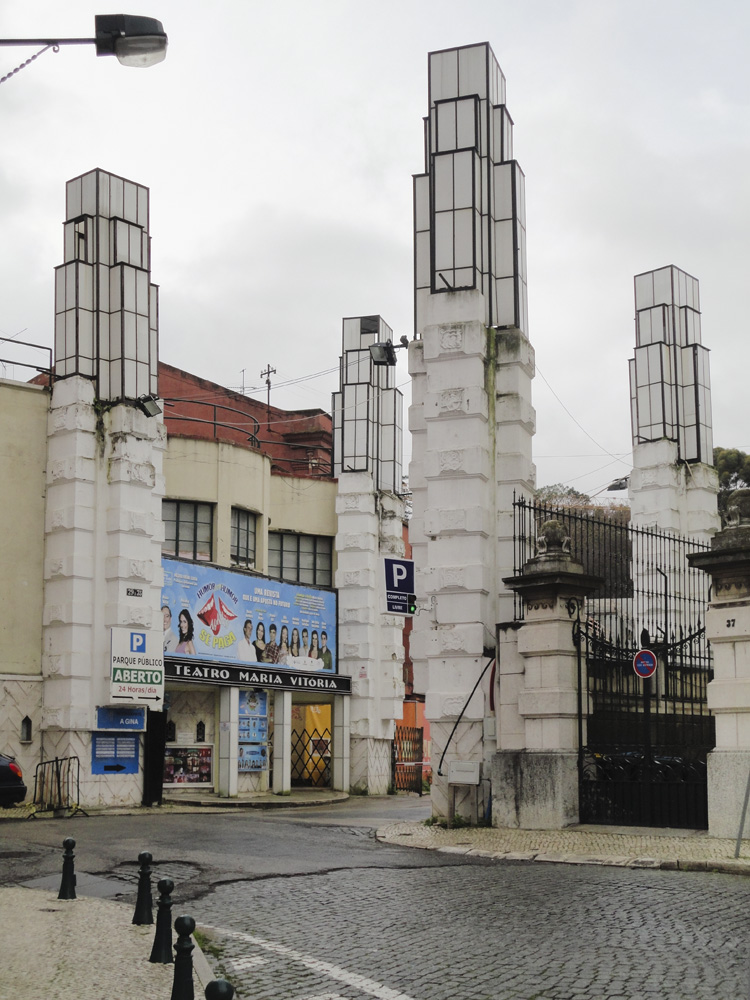
Charakterystyczne wejście do Teatro Maria Vitória

Parque Mayer – ośrodek teatru w stolicy Portugalii, Lizbonie, niedaleko od centrum miasta na Avenida da Liberdade. Zbudowany w 1901 roku przez Nicola Bigaglia i Adolfo de Lima Mayer. W 1920 roku zostało przejęte przez Artur Brandão i sprzedane po roku Luísowi Galhardo, osobowości związanej ze środowiskiem teatralnym, który marzył o stworzeniu przestrzeni przeznaczonej do zabawy. Założył Sociedade Avenida Parque, która stała się bardzo popularna.
Na inaugurację 15 czerwca 1922 roku stworzył tutaj teatr, nazwany na cześć aktorki i piosenkarki Marii Vitória, która zmarła kilka lat wcześniej. Otwarty a 01 lipca 1922 Teatro Maria Vitória.
Oprócz tego teatru znajdują się tu również inne:
- Teatro Variedades (1926)
- Teatro Capitólio (1931)
- Teatro ABC (1956)